# U 372
U 372 war ein deutsches U-Boot vom Typ VII C, das im Zweiten Weltkrieg von der deutschen Kriegsmarine im Nordatlantik und im Mittelmeer eingesetzt wurde.

## Bau und Technische Daten
Bis zur Erhöhung der Auftragszahlen im Jahr 1943 war die Kriegsmarinewerft Kiel für den jährlichen Bau von 12 U-Booten vorgesehen. Diese Anzahl konnte in keinem Jahr erreicht werden. Ein U-Boot des Typs VII C hatte eine Länge von 67 m und eine Verdrängung von 865 m³ unter Wasser. Der Antrieb erfolgte durch zwei Dieselmotoren, die über Wasser eine Geschwindigkeit von 17 kn ermöglichten. Bei der Unterwasserfahrt trieben zwei Elektromotoren das Boot bis zu einer Geschwindigkeit von 7 kn an. Bis 1944 bestand die Bewaffnung aus einer 8,8-cm-Kanone und einer 2-cm-Flak C/30 an Deck sowie vier Bugtorpedorohren und einem Hecktorpedorohr. Ein VII-C-Boot führte üblicherweise 14 Torpedos mit sich. Im März des Jahres 1941 wurden insgesamt neun Boote des Typs VII C von der Kriegsmarine in Dienst gestellt. Am Turm führte U 372 das Wappen seiner Patenstadt Viersen.

## Kommandant
Heinz-Joachim Neumann wurde am 29. April 1909 in Guben geboren und trat 1930 in die Reichsmarine ein. Bei Kriegsbeginn diente er auf der Scharnhorst, absolvierte gegen Ende 1940 seine U-Bootausbildung und einen U-Kommandantenlehrgang und wurde – nach einer Feindfahrt als überplanmäßiger Wachoffizier auf U 52 – im April 1941 Kommandant auf U 372.

## Einsatz und Geschichte
Nach drei Unternehmungen im Nordatlantik passierte U 372 bei einem sogenannten „Gibraltardurchbruch“ am 9. Dezember 1941 die stark gesicherte Straße von Gibraltar. Bis zur Versenkung des Bootes patrouillierte das Boot von den Marinestützpunkten von La Spezia und Salamis aus im Mittelmeer.

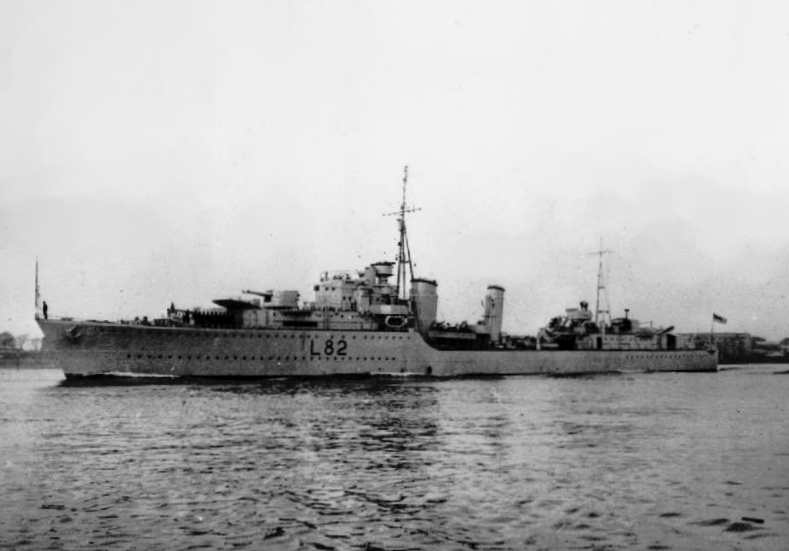
HMS Sikh verfolgte U 372

## Versenkung
Am Abend des 3. August 1942 entdeckte ein britisches Kampfflugzeug das abtauchende U 372 vor Haifa, markierte die Tauchstelle mit Leuchtbomben und rief per Funk zwei Zerstörer herbei: die Sikh und die Zulu. Die beiden Zerstörer der Tribal-Klasse verfolgten U 372 bis zum Vormittag des folgenden Tages und griffen wiederholt mit Wasserbomben an, bis ihr Vorrat erschöpft war und sie von zwei anderen Zerstörern abgelöst wurden. Die weitere Verfolgung des deutschen U-Bootes wurde von der Croome und der Tetcott, zwei Geleitzerstörern der Hunt-Klasse übernommen. Kommandant Neumann hatte zunächst versucht, seinen Verfolgern unter Wasser zu entkommen. Die Beschädigungen durch die Wasserbombenverfolgung, die leeren Batterien und Luftknappheit veranlassten ihn, U 372 auftauchen zu lassen, und die Flucht über Wasser fortzusetzen. Anhand einer Ölspur konnte die Sikh das aufgetaucht fahrende U-Boot entdecken und erneut die Verfolgung aufnehmen. Nun entschloss sich Kommandant Neumann, das Boot aufzugeben, befahl der Besatzung, auszusteigen und U 372 zu versenken. Alle 46 Besatzungsmitglieder und ein Passagier – der Sohn eines libanesischen Emirs – überlebten die Selbstversenkung des U-Bootes.